# Музыкальная тема
Музыкальная тема — звучащее в кинофильме или сериале музыкальное произведение, предназначенное для идентификации кинопроизведения, персонажа, места действия и тому подобного. Музыкальная тема произведения звучит в начале и (или) титрах. 
Музыкальная тема, названная также, как само произведение, называется «заглавной темой» (англ. title song).
В некоторых случаях вклад композитора в успех кинофильма может превысить вклад его сценаристов или актеров.